# チャールズ・マナーズ (第4代ラトランド公爵)

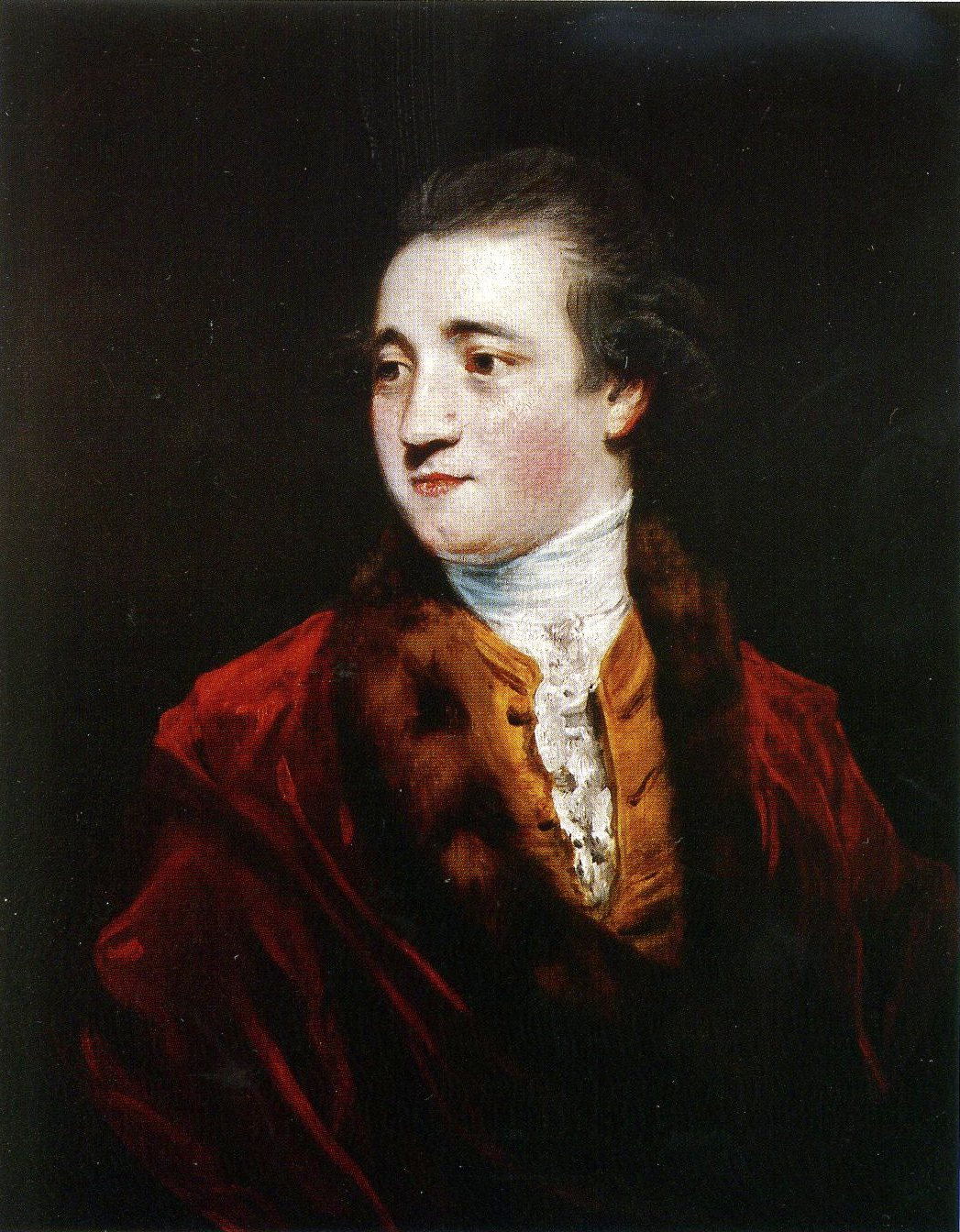
ジョシュア・レノルズによる肖像画、1775年頃。

第4代ラトランド公爵チャールズ・マナーズ（英語: Charles Manners, 4th Duke of Rutland KG PC、1754年4月15日 – 1787年10月24日）は、グレートブリテン王国の貴族、政治家。1760年から1770年までルース卿の儀礼称号を、1770年から1779年までグランビー侯爵の儀礼称号を使用した。

## 生涯
グランビー侯爵ジョン・マナーズとフランシス・シーモア（Frances Seymour、1728年7月18日 – 1761年6月25日、第6代サマセット公爵チャールズ・シーモアの娘）の次男（長男ジョン（1751年8月29日 – 1760年6月3日）は早世）として、1754年2月21日に生まれ、3月18日に洗礼を受けた。1762年から1771年までイートン・カレッジで教育を受けた後、1771年11月11日にケンブリッジ大学トリニティ・カレッジに入学、1774年にM.A.の学位を修得した。
1774年イギリス総選挙では未成年ながら無投票当選を果たしたが、これは「グランビー侯爵が公爵位の推定相続人である」「ラトランド公爵家がケンブリッジシャーで多くの財産を有している」の理由による。記録上の初演説は1775年4月5日に行われ、グランビー侯爵はその演説で初代チャタム伯爵ウィリアム・ピットの政策（北米植民地に対する融和策）への支持を表明した。同4月に北米植民地南部の貿易制限法案に反対し、以降議会で北米植民地への課税に強く反対、米州問題で常に野党側として投票した。
1779年5月29日に祖父の第3代ラトランド公爵ジョン・マナーズが死去すると、ラトランド公爵位を継承した。同年7月9日から1787年までレスターシャー統監を務めた。
シェルバーン伯爵内閣期の1783年2月にカーライル伯爵が王室家政長官を辞任すると、ラトランドがその後任として1783年2月14日に就任、2か月間閣僚を務めた。王室家政長官の就任と同日には枢密顧問官にも任命されている。その後、4月のフォックス＝ノース連立内閣成立に伴い辞任した。10月3日にガーター勲章を授与された後、同年12月に第1次小ピット内閣が成立すると12月23日に王璽尚書に就任、1784年2月11日にアイルランド総督に転じ、24日にダブリンで総督就任式を挙げた。
小ピットはアイルランド議会の改革を求めたが、ラトランドは議会改革が極めて困難であると述べ、議会多数を維持するためにアイルランド貴族の創家を求めた。アイルランド王国とグレートブリテン王国の合同についてはその必要性を見抜いており、1784年6月16日付で小ピット宛ての手紙には「合同がなければ、アイルランドとグレートブリテンのつながりは20年以上もたない」との予想があった。また、ケンブリッジ大学でラトランドの教師を務めたことのあるランダフ主教リチャード・ワトソンによると、彼はラトランドに合同の必要性について進言したことがあり、ラトランドは合同に賛成したものの、「それを実施しようとする者はタール羽の刑に処されるだろう」とも述べたという。
1787年夏にアイルランド諸州を旅し、多くの貴族を訪れた。旅を終えてダブリンに戻った後の1787年10月24日、高熱を伴う肝病によりダブリンのアイルランド総督府（アイルランド総督の邸宅）で死去、11月25日にボテスフォードで埋葬された。息子ジョン・ヘンリーが爵位を継承した。

## 家族

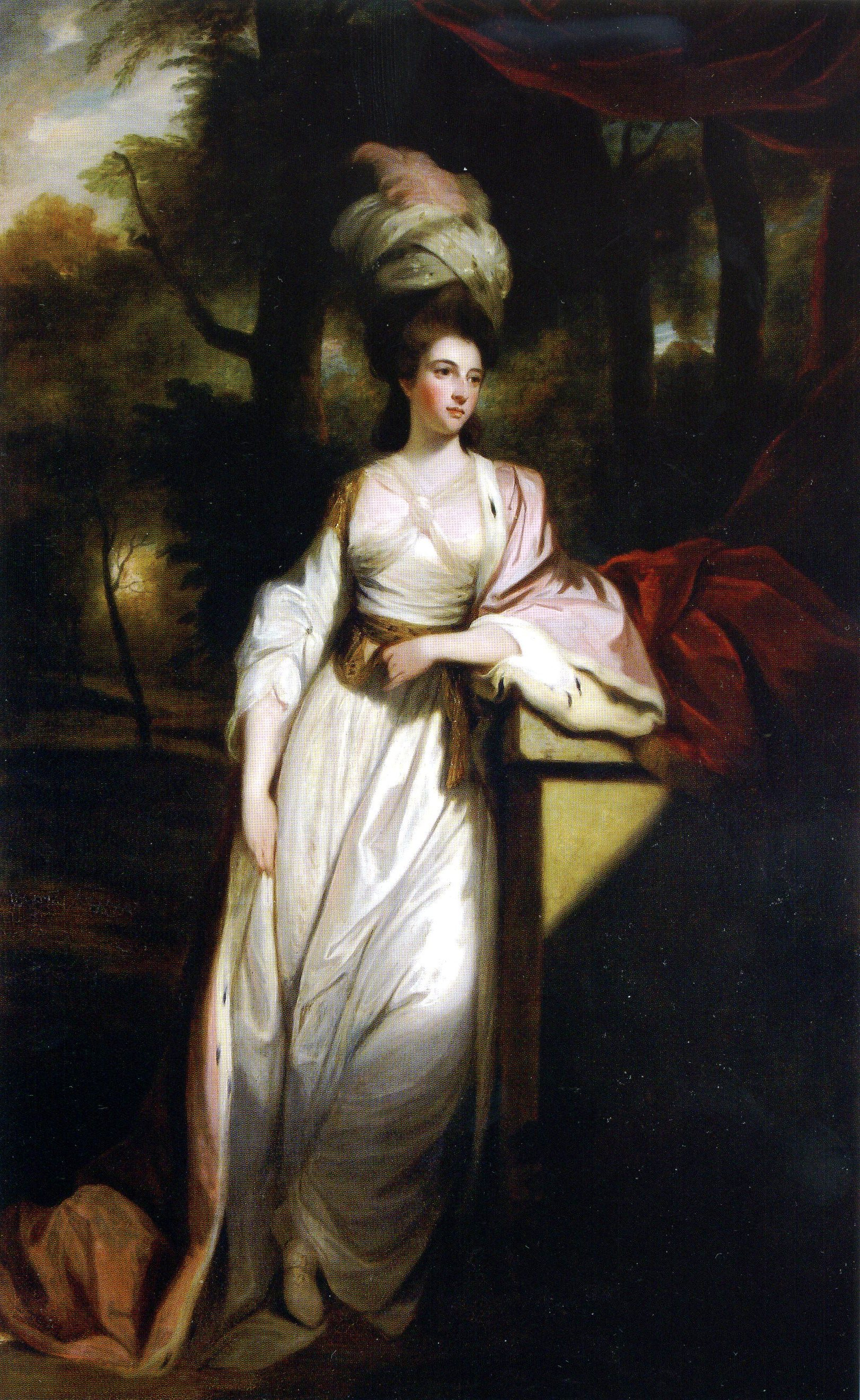
ラトランド公爵夫人メアリー・イザベラ

1776年12月26日、メアリー・イザベラ・サマセット（Mary Isabella Somerset、1756年8月1日 – 1831年9月2日、第4代ボーフォート公爵チャールズ・サマセットの娘）と結婚、4男2女をもうけた。
- エリザベス・イザベラ（1853年10月5日没） - 1798年8月21日、リチャード・ノーマン（Richard Norman）と結婚、子供あり
- ジョン・ヘンリー（1778年 – 1857年） - 第5代ラトランド公爵
- キャサリン・メアリー（1779年4月29日 – 1829年5月1日） - 1800年6月16日、初代フォレスター男爵セシル・ウェルド＝フォレスターと結婚、子供あり
- チャールズ・ヘンリー・サマセット（英語版）（1780年10月24日 – 1855年5月25日） - 陸軍軍人
- ロバート・ウィリアム（英語版）（1781年12月14日 – 1835年11月15日） - 陸軍軍人
- ウィリアム・ロバート・アルバナック（William Robert Albanac、1783年5月1日 – 1793年4月22日）

## 関連図書
- Chisholm, Hugh, ed. (1911). "Rutland, Earls and Dukes of" . Encyclopædia Britannica (英語). Vol. 23 (11th ed.). Cambridge University Press. p. 943.
- Thorne, Roland (3 January 2008) [2004]. "Manners, Charles, fourth duke of Rutland". Oxford Dictionary of National Biography (英語) (online ed.). Oxford University Press. doi:10.1093/ref:odnb/17950。 (要購読、またはイギリス公立図書館への会員加入。)
- Geoghegan, Patrick M. "Manners, Charles". Dictionary of Irish Biography (英語). Cambridge University Press and Royal Irish Academy.